# 안전불감증
《안전불감증》(Safety Last!)은 미국에서 제작된 샘 테일러 감독의 1923년 드라마 영화이다. 해럴드 로이드 등이 주연으로 출연하였고 핼 로치 등이 제작에 참여하였다.

## 줄거리
1922년, 해럴드 로이드는 철창 신세가 된다. 그의 어머니와 여자친구 밀드레드가 그를 위로하는 가운데, 엄숙한 관리와 사제가 나타난다. 세 사람은 올가미처럼 보이는 곳으로 걸어간다. 그때 그들은 기차역에 있고 "올가미"는 사실 기차 승무원이 멈추지 않고 명령을 받을 때 사용하는 선로변 수거 고리이며, 철창은 단지 개찰구일 뿐이라는 것이 분명해진다. 그는 대도시에서 "성공"하면 여자친구를 불러 결혼할 것이라고 약속하고 떠난다.
그는 드 보어 백화점에서 판매원으로 일하게 되는데, 까다롭고 거만하게 자뻑하는 플로어워커 스텁스 씨와의 문제에서 벗어나기 위해 여러 가지 묘기를 부려야 한다. 그는 건설 노동자인 친구 "림피" 빌과 방을 함께 사용한다.
해럴드가 근무를 마치고 나니 고향 친구인 경찰관이 순찰을 돌고 있는 것을 본다. 그가 떠나자 빌이 나타난다. 해럴드는 경찰서와의 영향력을 과시하며 빌에게 경찰관이 공중전화를 사용하는 동안 뒤에서 그를 넘어뜨리도록 설득한다. 그 경찰관이 그저 같은 친구일 것이며, 따라서 그냥 유머로 받아들일 것이라고 생각한 것이다. 빌이 그렇게 하자, 그는 엉뚱한 경찰관을 넘어뜨린다. 탈출하기 위해 그는 건물 파사드를 기어오른다. 경찰관은 뒤따르려 하지만 1층 이상 올라가지 못하고, 좌절하며 빌에게 소리친다. "넌 이 일로 옥살이할 거야! 다시 널 보는 순간, 널 잡아넣을 거야!"
한편, 해럴드는 여자친구에게 감당할 수 없는 값비싼 선물을 보내 자신의 실패를 숨기고 있었다. 그녀는 그가 가족을 부양할 만큼 성공했다고 오해하고, 어머니의 격려를 받아 기차를 타고 그에게 합류한다. 당황한 해럴드는 총지배인인 척해야 했고, 심지어 그를 사칭하여 스텁스에게 복수하는 데 성공한다. 밀드레드가 총지배인 사무실에 두고 온 지갑을 찾으러 가던 중, 그는 진짜 총지배인이 매장으로 사람들을 끌어들일 수 있는 사람에게 1,000달러를 주겠다고 말하는 것을 엿듣는다. 그는 빌의 재능을 기억하고 드 보어가 점유하고 있는 "12층 볼턴 빌딩"을 사람이 오르는 아이디어를 제시한다. 그는 빌에게 500달러를 제안하여 그 일을 하도록 설득한다. 이 묘기는 대대적으로 홍보되었고 다음 날 많은 군중이 모였다.
어떤 술주정뱅이가 "법" (밀쳐 넘어뜨려진 경찰관)에게 그 사건에 대한 신문 기사를 보여주자, 경찰관은 빌이 등반가가 될 것이라고 의심한다. 그는 해럴드의 필사적인 노력에도 불구하고 출발 지점에서 기다린다. 마침내 더 이상 기다릴 수 없게 된 빌은 해럴드에게 첫 층은 직접 오르고, 그 다음 빌과 모자와 코트를 바꿔 입고 빌이 거기서부터 계속 오르라고 제안한다. 해럴드가 오르기 시작하자 경찰관은 빌을 발견하고 그를 건물 안으로 쫓아간다. 해럴드가 빌과 자리를 바꾸려고 할 때마다 경찰관이 나타나 빌을 쫓아낸다. 매번 빌은 친구에게 다음 층에서 만나자고 말한다.
결국 해럴드는 배고픈 비둘기들, 그물, 환호하는 몇몇 소녀들, 노부인, 건설 듀오, 시계, 밧줄, 개, 쥐, 총을 든 남자, 그리고 풍속계와의 문제에도 불구하고 마

## 출연

### 주연
- 해럴드 로이드

### 조연
- 믹키 다니엘스

## 기타
- 미술: 프레드 귀올